# Marco Cecílio Metelo (pretor em 206 a.C.)
Marco Cecílio Metelo (em latim: Marcus Caecilius Metellus) foi um político da gente Cecília durante a Segunda Guerra Púnica, no século III a.C.. Ele era filho de Lúcio Cecílio Metelo, cônsul em 251 a.C., e foi deportado depois da humilhante derrota romana na Batalha de Canas (216 a.C.) por ter conspirado com outros oficiais para fugir da península Itálica. Seu comandante, Lúcio Emílio Paulo, evitou a fuga.
Metelo acabou reabilitado e conseguiu voltar para Roma, onde foi eleito questor em 214 a.C. e tribuno da plebe no ano seguinte. Foi eleito ainda edil plebeu em 209 a.C. e pretor urbano em 206 a.C.. Finalmente, foi enviado, em 205 a.C., como um dos embaixadores romanos à corte de Átalo I de Pérgamo.